# 혜산학술상
혜산학술상은 대한직업환경의학회 추계학술대회에서 시상하는 학술상이다.

## 역대 수상자
- 2017년 가톨릭대학교 서울성모병원 직업환경의학과 명준표 교수의  원인을 알 수 없는 폐섬유증의 잠재적인 직업적 노출원에 대하여 규명한 논문 'Occupational exposure and idiopathic pulmonary fibrosis: a multI center case-control study in Korea'[1]